# Méhoncourt
Méhoncourt ist eine französische Gemeinde mit 243 Einwohnern (Stand 1. Januar 2022) im Département Meurthe-et-Moselle in der Region Grand Est (vor 2016 Lothringen). Sie gehört zum Arrondissement Lunéville und zum Kanton Lunéville-2.

## Geografie
Die Gemeinde liegt etwa 25 Kilometer südöstlich von Nancy im Süden des Départements Meurthe-et-Moselle. Nachbargemeinden sind Charmois im Norden, Blainville-sur-l’Eau im Nordosten, Lamath und Einvaux im Osten, Brémoncourt im Süden und Südwesten, Domptail-en-l’Air im Westen, Romain im Westen und Nordwesten sowie Barbonville im Nordwesten. Die Gemeinde besteht aus dem Dorf Méhoncourt, den Weilern Belchamp und Mainbermont und einigen Einzelgehöften.

## Geschichte
Der Ort wurde bereits früh besiedelt. Dies belegten Grabungen, die Funde aus gallo-römischer Zeit zutage förderten. Méhoncourt wurde 1250 als Mooncort erstmals in einem Dokument der Abtei Belchamp erwähnt. Im Mittelalter wechselten die regierenden Familien. Die Gemeinde war Teil der Vogtei (Bailliage) Nancy. Diese wiederum gehörte historisch zum Herzogtum Lothringen, das 1766 an Frankreich fiel. Bis zur Französischen Revolution lag die Gemeinde dann im Grand-gouvernement de Lorraine-et-Barrois. Von 1793 bis 1801 war die Gemeinde dem Distrikt Lunéville zugeteilt. Méhoncourt wechselte mehrfach den Kanton. Von 1793 bis 1801 war sie Teil des Kantons Blainville, von 1801 bis 2015 des Kantons Bayon und seither des Kantons Lunéville-2. Seit 1801 ist Méhoncourt zudem dem Arrondissement Lunéville zugeordnet. Die Gemeinde lag bis 1871 im alten Département Meurthe. Im 17. Jahrhundert wurde die Abtei Belchamp vollständig zerstört und nie wieder aufgebaut. Zwischen 1800 und 1806 wurde die bis dahin eigenständige Gemeinde Mainbermont eingegliedert. Diese Gemeinde gehörte ab 1801 zum Kanton Gerbéviller.

## Bevölkerungsentwicklung
| Jahr                                                | 1962 | 1968 | 1975 | 1982 | 1990 | 1999 | 2007 | 2019 |
| Einwohner                                           | 190  | 185  | 159  | 182  | 209  | 207  | 248  | 243  |
| Quellen: Cassini und INSEE; heutiges Gemeindegebiet |      |      |      |      |      |      |      |      |

## Verkehr
Méhoncourt liegt abseits bedeutender Verkehrswege. Im Weiler La Mazière der Nachbargemeinde Einvaux gibt es eine Haltestelle an der Bahnstrecke von Épinal nach Nancy. Für den regionalen Verkehr ist die D9 wichtig, die durch die Gemeinde führt.

## Sehenswürdigkeiten
- Dorfkirche Saint-Pierre aus dem 18. Jahrhundert
- Denkmal und Gedenkplatte für die Gefallenen[1][2]
- Überreste der im 17. Jahrhundert untergegangenen Abtei Sainte-Trinité in Belchamp
- Wegkreuz/Kalvarienberg bei der Kirche

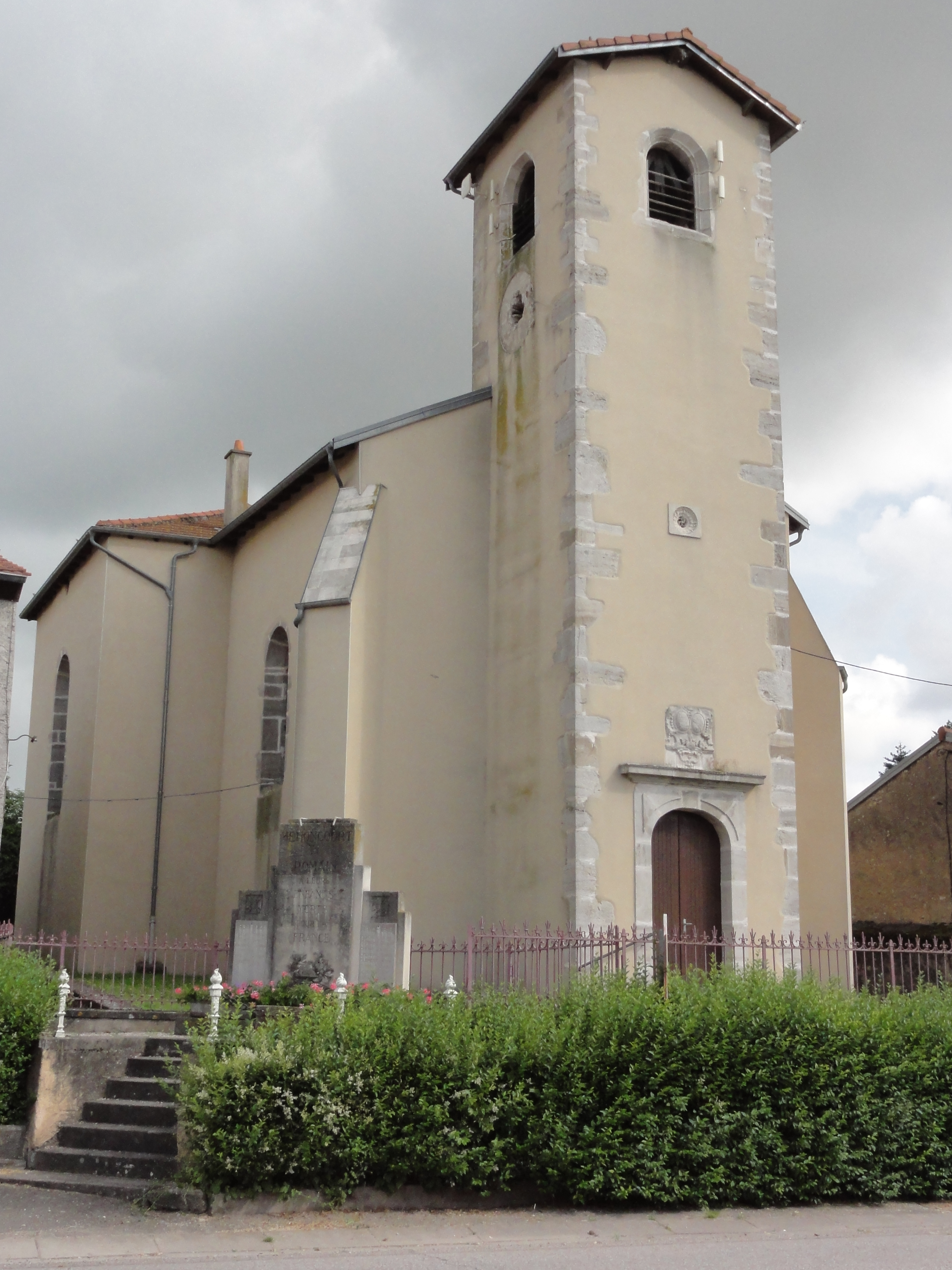
Dorfkirche Saint-Pierre
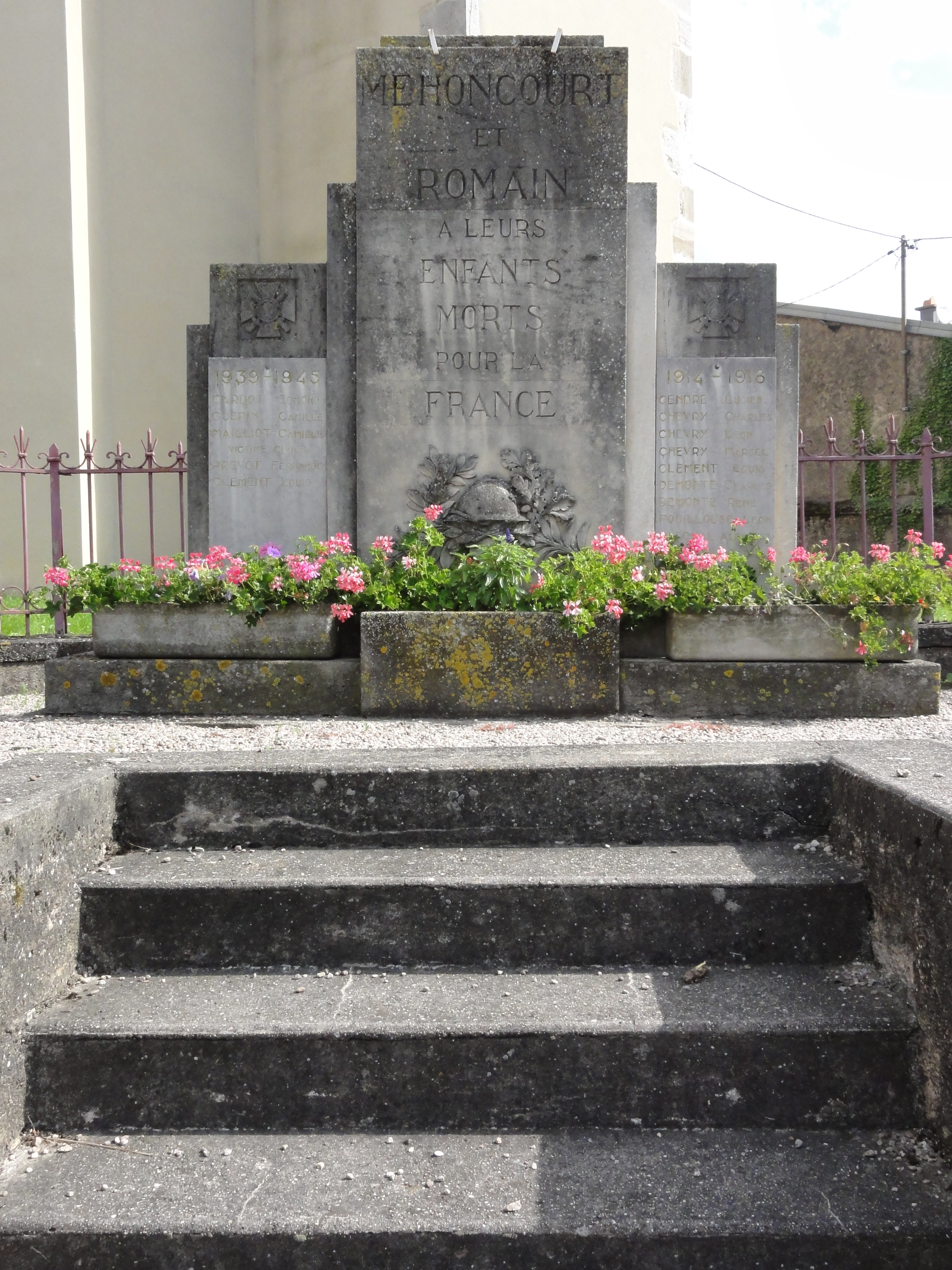
Denkmal für die Gefallenen
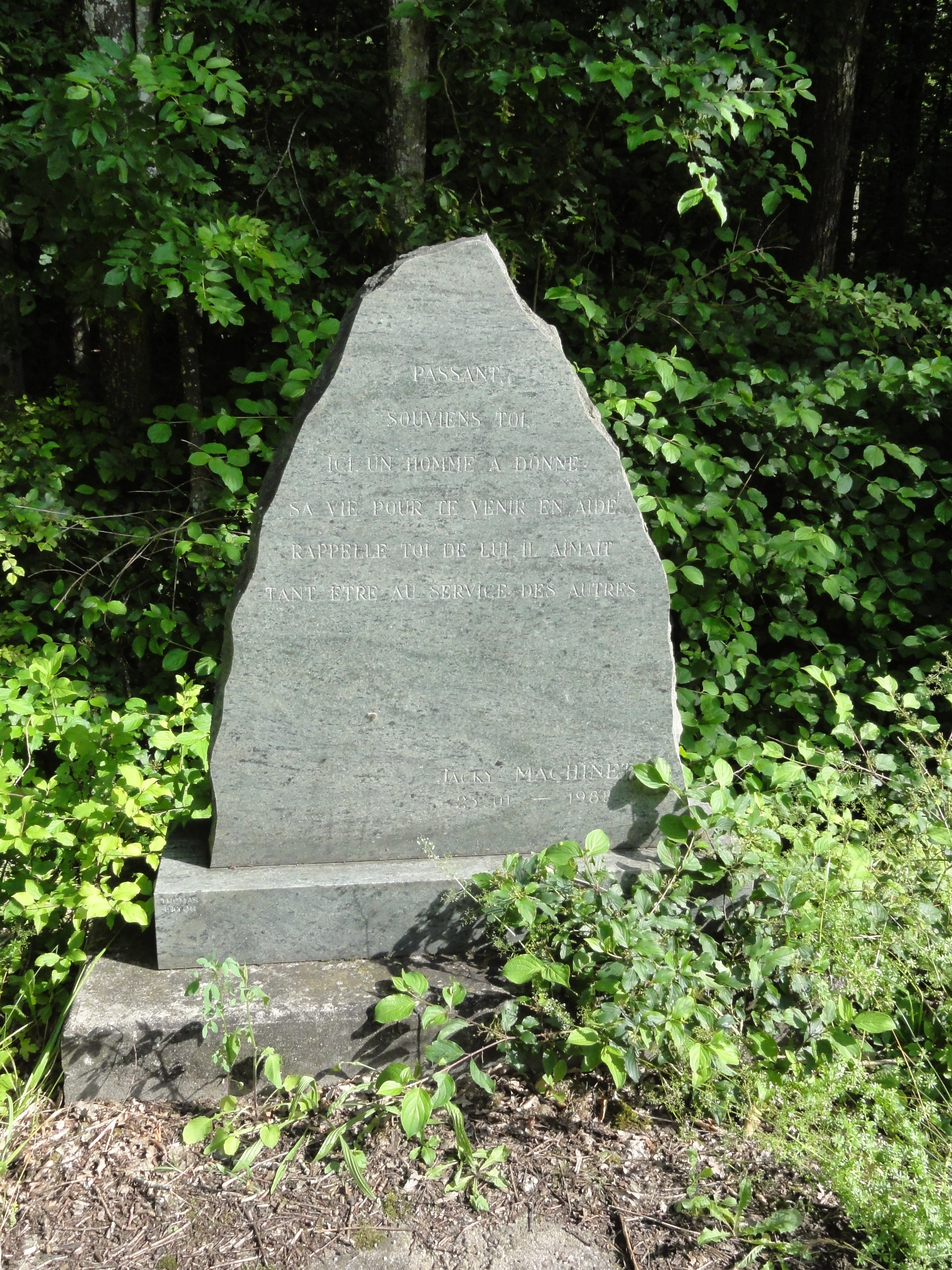
Erinnerungsstätte